# Stebnice
Stebnice (németül Stabnitz) Lipová község településrésze Csehországban a Karlovy Vary-i kerület Chebi járásában. Lipovától 1.5 km-re északra fekszik. A 2001-es népszámlálási adatok szerint 20 lakosa van.
1. ↑  Cseh Statisztikai Hivatal: https://www.czso.cz/csu/czso/vysledky-scitani-2021-otevrena-data (cseh nyelven). (Hozzáférés: 2022. november 1.)